# Orto bar
Orto je glasbeni klub v Ljubljani, ki deluje od leta 1994. Nahaja se v stari tovarni Zmaj, notranji interier lokala je delo študenta arhitekture Primoža Jeze, ki je zanj leta 1998 prejel Plečnikovo študentsko nagrado. Pol leta po otvoritvi je nastopil prvi band, Leteči potepuhi, potem pa je vsako leto sledilo od 150 do 200 nastopov različnih bandov. Poleg koncertnega dogajanja je Orto poznan tudi po bogatem DJ programu, ki se izvaja večkrat tedensko.
Leta 2007 je zaradi kadilskega zakona v pritličju nastal nov prostor – kadilnica, v kleti pa se je odprl še en razvedrilni prostor – Orto igralnica, kjer so nameščene biljardne mize in ročni nogomet. 
Orto je poznan tudi kot gostitelj edinega celomesečnega klubskega glasbenega festivala v Sloveniji, Orto Festa, ki se odvija vsako leto v mesecu aprilu in takrat postreže z velikim številom glasbenih dogodkov slovenskih in tujih glasbenih izvajalcev. Leta 2023 je potekal triindvajsetič.